# Irena Szewińská
Irena Szewińská, rozená Kirszenstein (24. května 1946, Leningrad, Sovětský svaz – 29. června 2018 ) byla polská atletka, sedminásobná olympijská medailistka.
Vynikala především ve sprintech (běh na 100 m, 200 m a 400 m) ale i ve skoku do dálky. Dvakrát vytvořila světový rekord na stometrové trati , čtyřikrát na dvousetmetrové  a třikrát posunula hodnotu světového rekordu na hladké čtvrtce . Na světové letní univerziádě v Budapešti v roce 1965 získala dvě zlaté medaile (100 m, 200 m).

## Vyznamenání
- důstojník Řádu znovuzrozeného Polska – Polsko
- komtur Řádu znovuzrozeného Polska – Polsko, 1972[7]
- komtur s hvězdou Řádu znovuzrozeného Polska – Polsko, 1998[8]
- velkokříž Řádu znovuzrozeného Polska – Polsko, 2014[9][10]
- Řád bílé orlice – Polsko, 28. dubna 2016[11][12]
- Řád praporu práce II. třídy – Polsko[13]
- zlatý Záslužný kříž – Polsko[14]
- rytíř Národního řádu lva – Senegal, 2014[15]
- důstojník Národního řádu lva – Senegal, 2015[15]
- zlaté paprsky na stuze Řádu vycházejícího slunce – Japonsko[16]